# Stare Moczydły
Stare Moczydły – wieś w Polsce położona w województwie podlaskim, w powiecie siemiatyckim, w gminie Perlejewo.
W latach 1975–1998 miejscowość należała administracyjnie do województwa łomżyńskiego.
Wierni kościoła rzymskokatolickiego należą do parafii Przemienienia Pańskiego w Perlejewie.

## Historia
Wieś założona najprawdopodobniej w końcu XV wieku. Pierwsi osadnicy zwali się Moczulskimi. W 1528 roku jeden z nich stawił się na popis pospolitego ruszenia.
Moczydły Stare są notowane w końcu XVI wieku w ówczesnym spisie podatkowym. Dziedziczyła tu drobna szlachta. W spisie wymieniony Mikołaj Charas.
W źródłach z XIX wieku nazwę wsi zapisano jako Chowiązły. Była to osada drobnoszlachecka licząca 10 domów, 40 mężczyzn i 36 kobiet. Grunty żytnie, łąk mało, lasu nie ma. W środku wsi staw niemający żadnej komunikacji.
W roku 1921 w miejscowości 12 domów i 63 mieszkańców, którzy podali narodowość polską i wiarę katolicką.